# Пересыпкин, Олег Герасимович
Оле́г Гера́симович Пересы́пкин (род. 12 августа 1935, Баку) — советский, российский дипломат. Чрезвычайный и полномочный посол.

## Биография
В 1959 году окончил Московский государственный институт международных отношений МИД СССР (МГИМО). Доктор исторических наук (1981), кандидат экономических наук, профессор.
- В 1959—1963 годах — сотрудник миссии СССР в Северном Йемене (с 1962 — ЙАР).
- В 1963—1965 годах — сотрудник центрального аппарата МИД СССР.
- В 1965—1969 годах — сотрудник посольства СССР в Ираке.
- В 1969—1971 годах — сотрудник центрального аппарата МИД СССР.
- В 1971—1975 годах — советник посольства СССР в НДРЙ.
- В 1975—1980 годах — на ответственной работе в центральном аппарате МИД СССР.
- С 15 июля 1980 по 3 сентября 1984 года — чрезвычайный и полномочный посол СССР в ЙАР.
- С 4 сентября 1984 по 19 сентября 1986 года — чрезвычайный и полномочный посол СССР в Ливии.
- В 1986—1993 годах — ректор Дипломатической академии МИД СССР/России.
- С 29 января 1996 по 29 октября 1999 года — чрезвычайный и полномочный посол России в Ливане.

Член Союза журналистов СССР (1964), Союза писателей СССР (1982). Член-корреспондент Академии российской словесности. Академик Международной академии информатизации. Председатель Российского общества дружбы, делового и культурного сотрудничества с Ливаном. Председатель Императорского православного палестинского общества (1989—2001), почётный член данного Общества. Писал под псевдонимом Олег Герасимов.

## Награды и звания
- Орден Дружбы (2011)[2]
- Медаль «Ветеран труда»
- Орден св. Даниила Московского 3-й степени
- Заслуженный работник дипломатической службы Российской Федерации (2000)
- Национальная премия «Имперская культура» имени Эдуарда Володина за 2007 год. В номинации «Геополитика» за книгу «Восточные узоры»[3]

## Публикации
- В горах Южной Аравии — М., 1963 (в соавторстве)
- Иракская нефть — М., 1969
- Йеменская революция 1962—1975 гг.: Проблемы и суждения — М., 1979
- На ближневосточных перекрестках — М., 1979 (1-е издание), 1983 (2-е издание)
- Сумерки Каира (под псевдонимом Олег Герасимов) (По ту сторону) — М.: Советская Россия, 1980
- Восточные узоры — М., 1984
- Из дальних странствий возвратясь... — М., 2010 (ISBN 978-5-478-01311-0)